# Wadinsk
Wadinsk (russisch Вадинск) ist ein Dorf und ehemalige Stadt in der Oblast Pensa (Russland) mit 4891 Einwohnern (Stand 14. Oktober 2010). Es hieß früher Kerensk und entstand im Jahre 1636 als eine Befestigungsstadt, 1940 genannt Wadinsk nach dem Namen des Flusses Wad.

## Geografie
Der Ort liegt am nördlichen Westrand der Wolgaplatte etwa 180 km nordwestlich der Oblasthauptstadt Pensa bei der Vereinigung der Flüsschen Wad und Kerenka zum Wad im Flusssystem des Mokscha. Südöstlich von Wadinsk, neben den Dörfern Karmaleika, Jaganowka befindet sich der Wadinsker Wasserspeicher, genannt auch Wadinsksee, mit dem Wasservolumen etwa 21,4 Millionen  m³.
Wadinsk ist Verwaltungszentrum des gleichnamigen Rajons.

## Geschichte

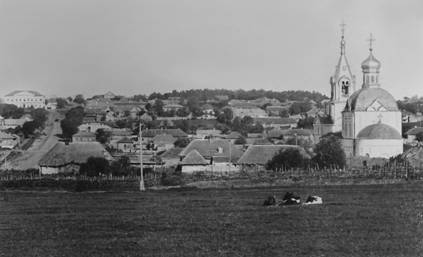
Blick vom Kloster auf Kerensk im Jahr 1898

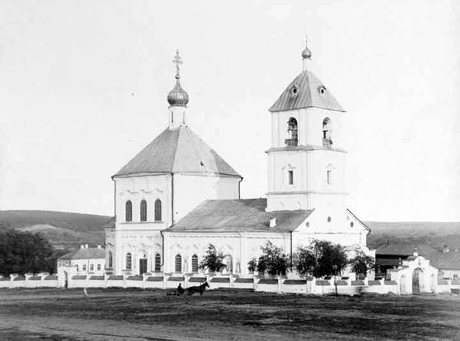
Kirche in Kerensk im Jahr 1908

Der Ort wurde erstmals 1636 urkundlich erwähnt, als hier eine Befestigungsanlage entstand. 1780 erhielt der Ort unter dem Namen Kerensk – nach dem Fluss Kerenka – das Stadtrecht.
1683 wurde in Kerensk das Tichwiner Nonnen-Kloster auf dem Platz, wo nach der Legende die Ikone der Tichwiner Gottesmutter erschien, gegründet.
Während des Pugatschow-Aufstandes war Kerensk die einzige Befestigung, die nicht aufgegeben wurde. Als Dank dafür ließ Katharina die Große die goldene Krone der Stadt und ihrer Bevölkerung schenken.
Am Anfang des 20. Jahrhunderts war Kerensk eine der größten Städte im Gouvernement Pensa. Im Jahre 1940 erfolgte die Umbenennung wegen der Assoziationen mit dem Namen Alexander Kerenski, und Kerensk erhielt den Namen Wadinsk nach dem Fluss Wad und verlor das Stadtrecht.

### Bevölkerungsentwicklung
| Jahr | Einwohner |
| ---- | --------- |
| 1897 | 4004      |
| 1939 | 8224      |
| 1959 | 5602      |
| 1970 | 4954      |
| 1979 | 5077      |
| 1989 | 5218      |
| 2002 | 4771      |
| 2010 | 4891      |

Anmerkung: Volkszählungsdaten

## Söhne und Töchter von Wadinsk
- Fjodor Buslajew (1818–1897), Linguist und Slawist, Kunsthistoriker und Literaturwissenschaftler
- Wassili Maslow (1895–1979), Generalmajor und Held der Sowjetunion[2]